# Gonomyia ingrica
Gonomyia ingrica är en tvåvingeart som beskrevs av Paul Lackschewitz 1964. Gonomyia ingrica ingår i släktet Gonomyia och familjen småharkrankar. Inga underarter finns listade i Catalogue of Life.